# Capilla del Monte de Piedad de Madrid

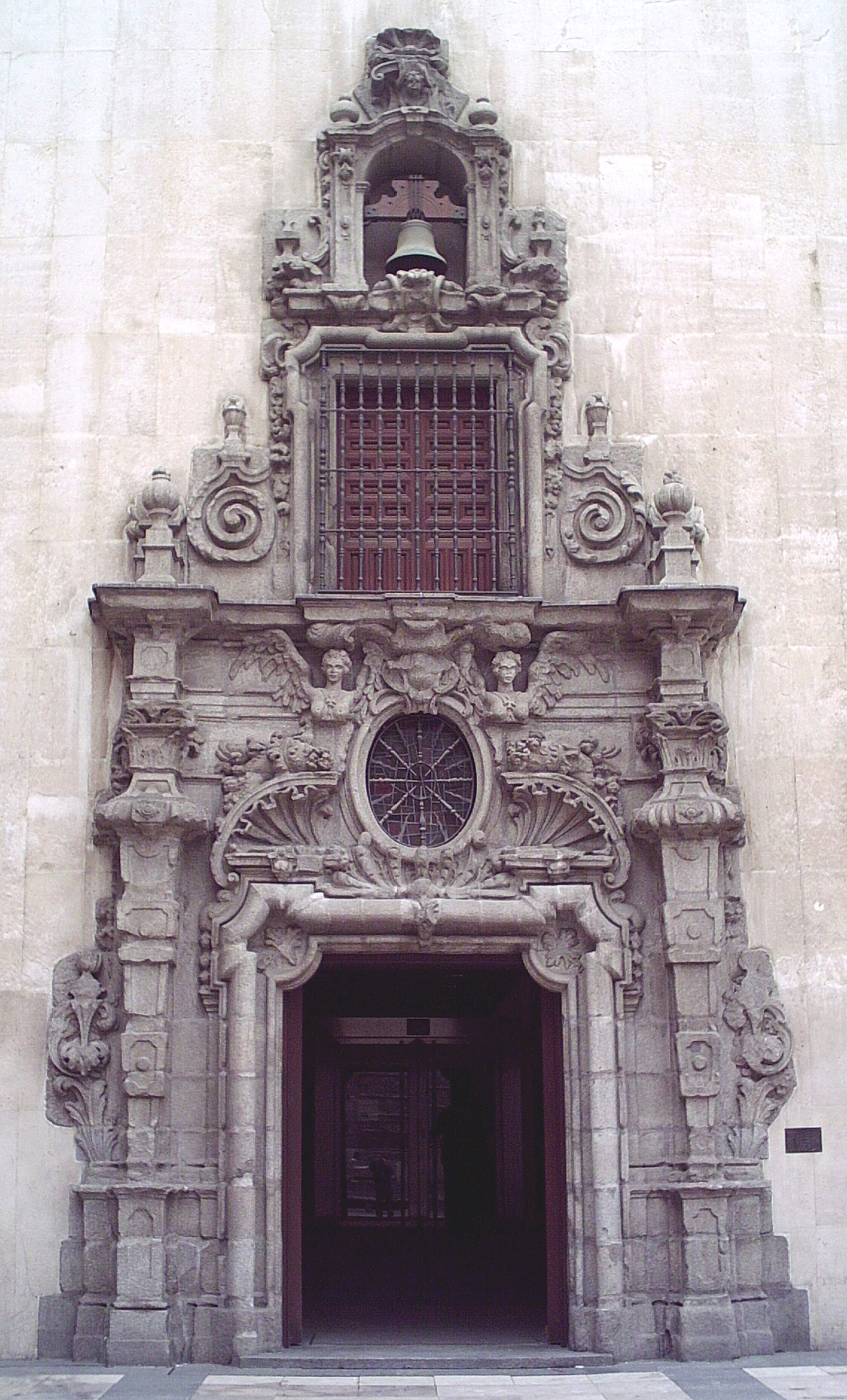
Portada de la capilla del antiguo Monte de Piedad de Madrid (P. Ribera, 1733).

La Capilla del Monte de Piedad de Madrid situada en la Plaza de las Descalzas, fue un templo de culto católico, parte del complejo donde se situaba la entidad benéfica Monte de Piedad en el Centro de Madrid ahora propiedad de Caja Madrid. Del templo original, sólo se conserva en la actualidad la portada principal de la capilla, finalizada seguramente en 1721. Se la considera dentro del período conocido como Barroco final en España, también denominado Barroco exaltado. El Monte de Piedad fue creado en 1702 del padre Piquer, capellán del convento de las descalzas.

## Características
En la portada, se observan elementos característicos del arquitecto español Pedro de Ribera al que se le atribuye su autoría, como la sustitución de las columnas pilastras por estípites. Está dividida en dos partes mediante una moldura o imposta, separando la puerta del balcón. Sobre la puerta se observa un rosetón, que al igual que el vano del balcón está enrejado. Sobresaliendo en la parte más alta tenemos una estructura mural con vano donde acomodar una campana, conocido como espadaña.